# Engraxate
Engraxate(pt-BR) ou engraxador(pt-PT?) é o homem responsável pelo polimento e limpeza de sapatos.

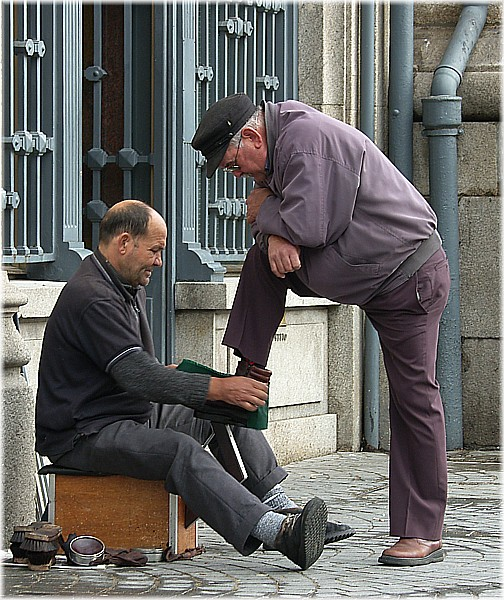
Engraxador no Porto

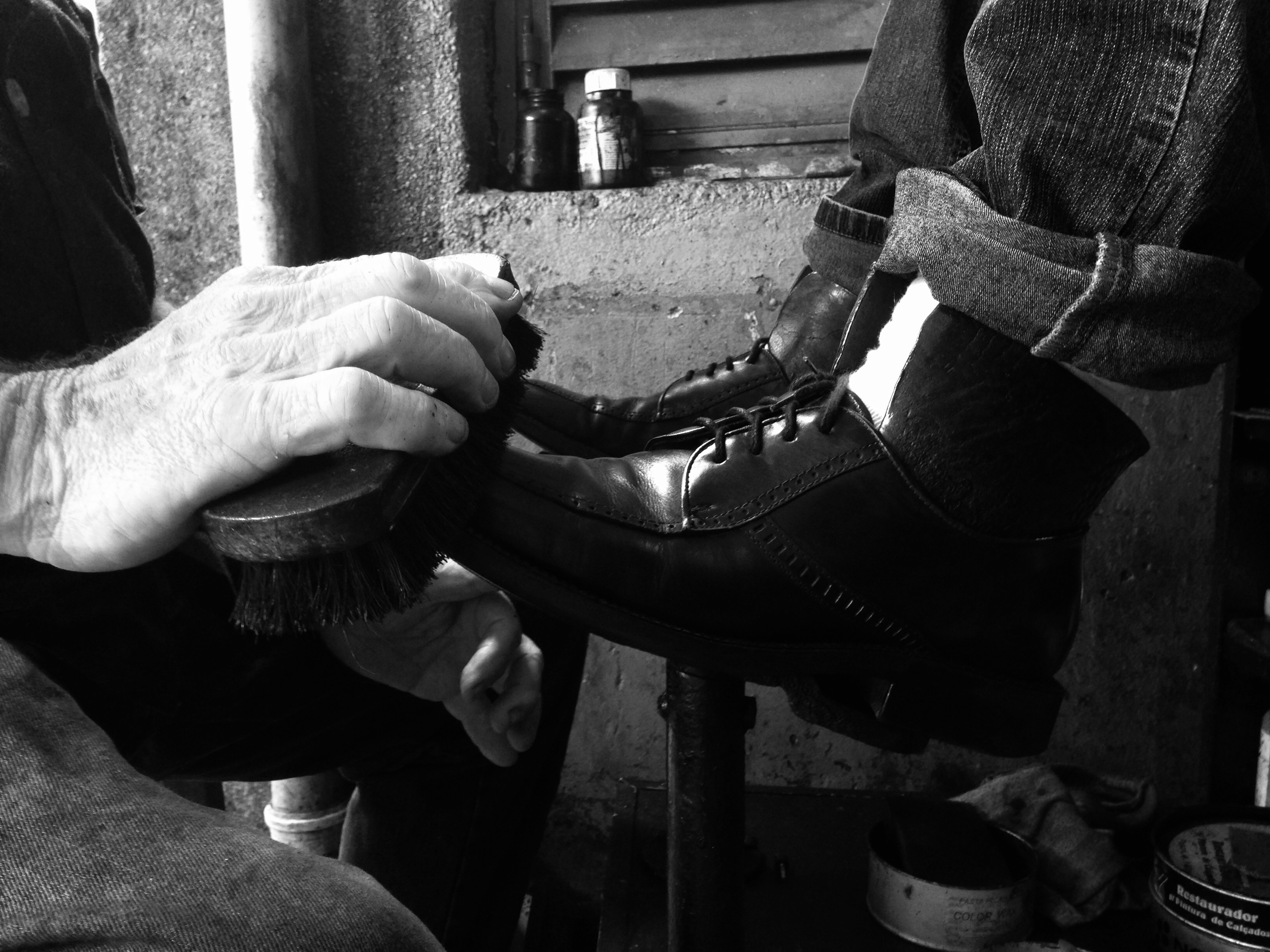
Engraxate em São Paulo

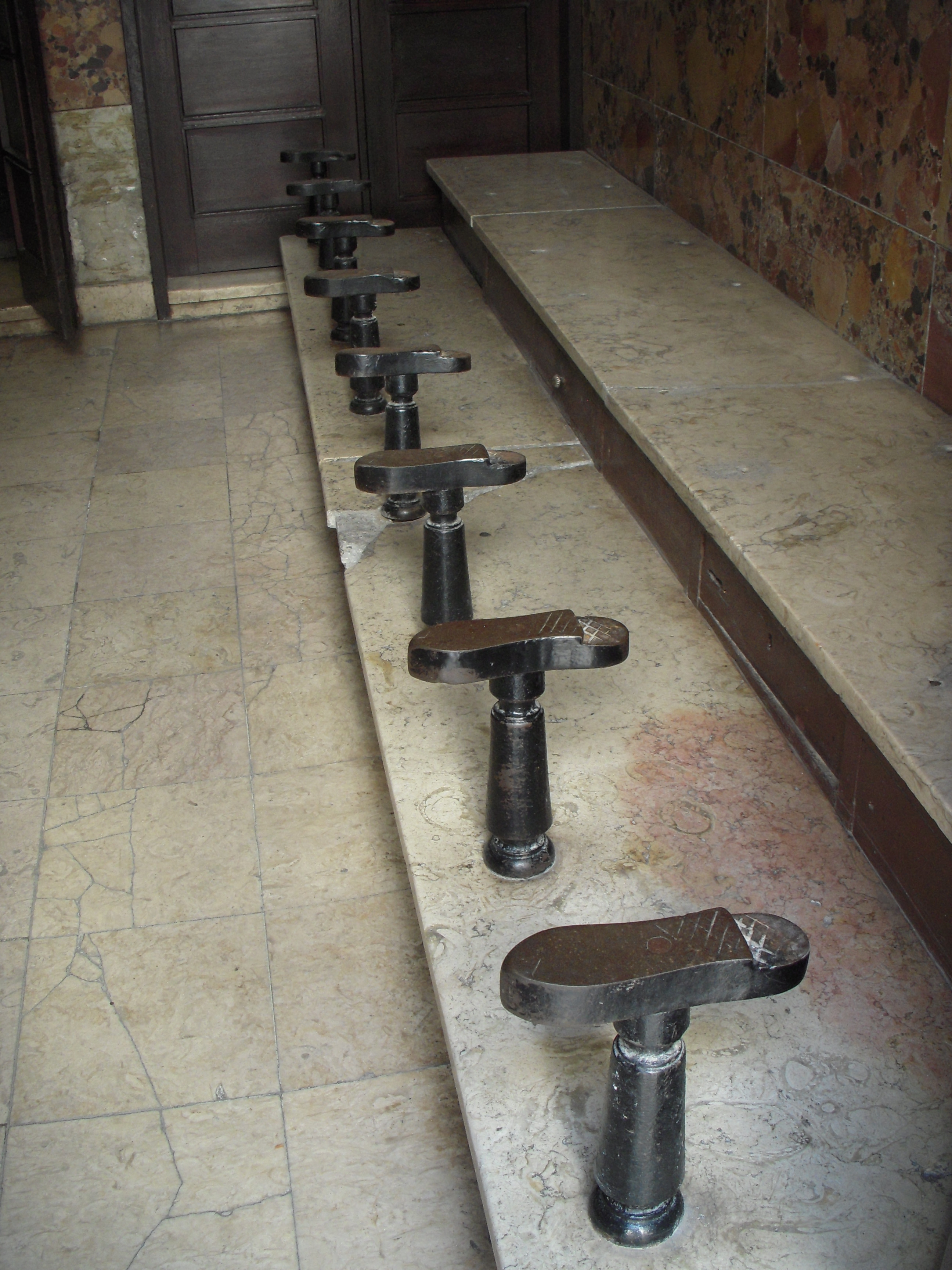
Lisboa, 2013

A tradição remete ao ano de 1806 o nascimento do ofício de engraxate, quando um operário poliu em sinal de respeito às botas de um general francês e foi recompensado com uma moeda de ouro por isto.
Após a imigração italiana aparece, por volta de 1877, na cidade de São Paulo, os primeiros engraxates. No início eram poucos, de 10 a 14 anos, todos italianos e percorriam as ruas, das 6 horas da manhã até a noite, com uma pequena caixa de madeira com suas latas, escovas e outros objetos.
Durante a Segunda Guerra Mundial apareceram os “sciusciàs”, garotos que para ganhar qualquer coisa lustravam as botas dos militares, além de terem cópias de jornais, goma de mascar e doces.
Ao término da guerra desapareceram o sciusciàs e também os engraxates de Nápoles, no início dos anos cinquenta eles eram apenas mil. Hoje em dia, caminhando pelas ruas napolitanas, ocasionalmente, pode-se encontrar algum.
As cadeiras de engraxate foram inventadas por Morris N. Kohn em 1890. O engraxate hoje em dia é uma profissão em via de extinção.